# Багатоніжкоїд
Багатоніжкоїд (Aparallactus) — рід отруйних змій родини земляних гадюк (Atractaspididae).

## Опис
Загальна довжина представників цього роду коливається від 18 до 54 см. Голова маленька, вкрита щитками, очі маленькі, загорнуті догори. Мають невеликі задньощелепні отруйні ікла. Тулуб циліндричний з гладенькою лускою. Хвіст помірного розміру. Забарвлення коричневе з різними відтінками, чорне, сіре.

## Спосіб життя
Полюбляють луки, чагарники та передгір'я. Активні вночі. Більшу частину життя проводять під землею. Харчуються багатоніжками.
Це яйцекладні змії. Самиці відкладають до 12 яєць.
Отрута не становить загрози життю людини.

## Поширення
Мешкають в Африці.

## Види
Рід Aparallactus нараховує 11 видів:
- Aparallactus capensis A. Smith, 1849
- Aparallactus guentheri Boulenger, 1895
- Aparallactus jacksonii (Günther, 1888)
- Aparallactus lineatus (W. Peters, 1870)
- Aparallactus lunulatus (W. Peters, 1854)
- Aparallactus modestus (Günther, 1859)
- Aparallactus moeruensis de Witte & Laurent, 1943
- Aparallactus niger Boulenger, 1897
- Aparallactus nigriceps (W. Peters, 1854)
- Aparallactus turneri Loveridge, 1935
- Aparallactus werneri Boulenger, 1895